# Cariblatta aediculata
Cariblatta aediculata är en kackerlacksart som beskrevs av Morgan Hebard 1916. Cariblatta aediculata ingår i släktet Cariblatta och familjen småkackerlackor. Inga underarter finns listade.